# 唐桑半島

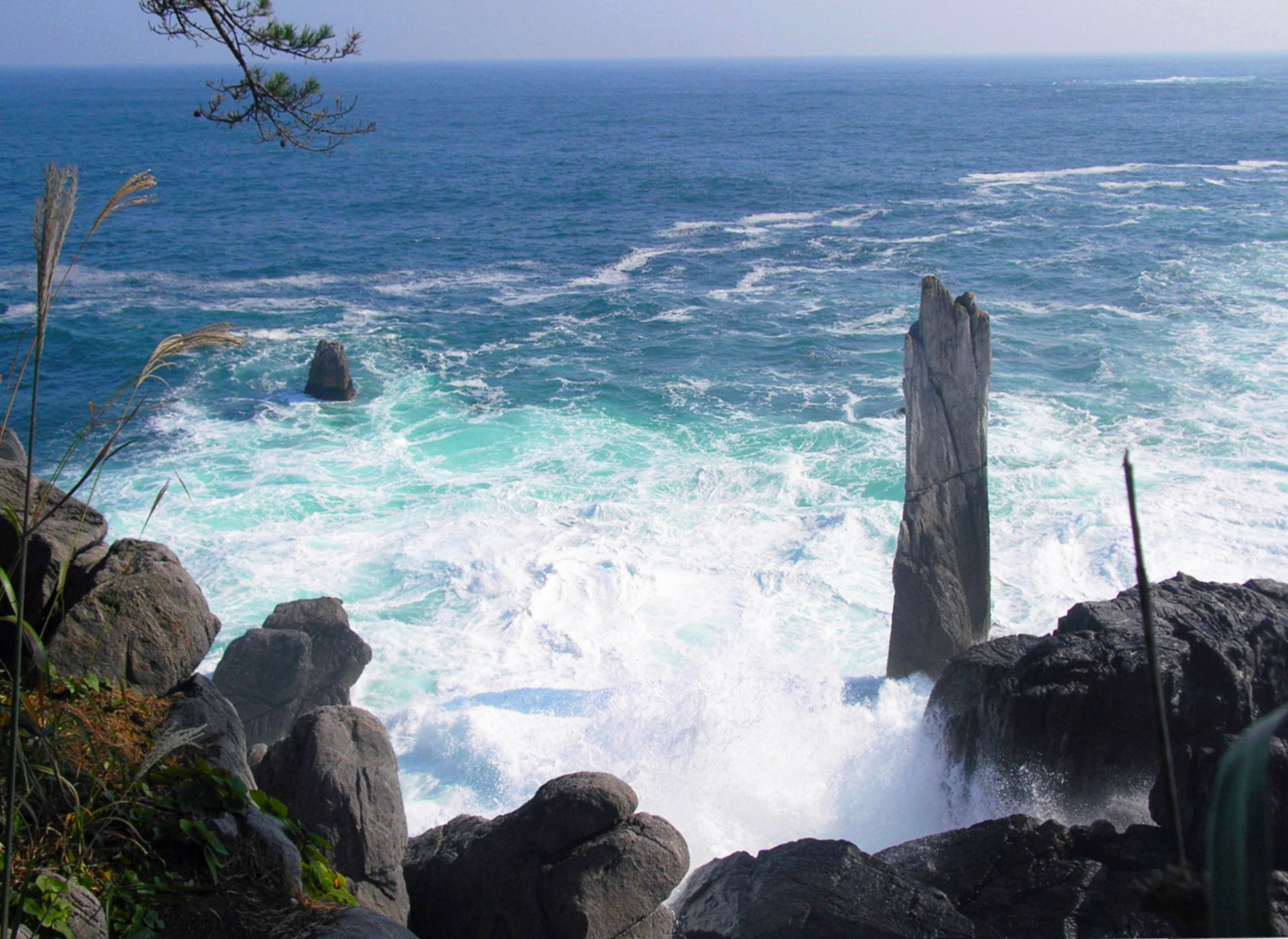
巨釜

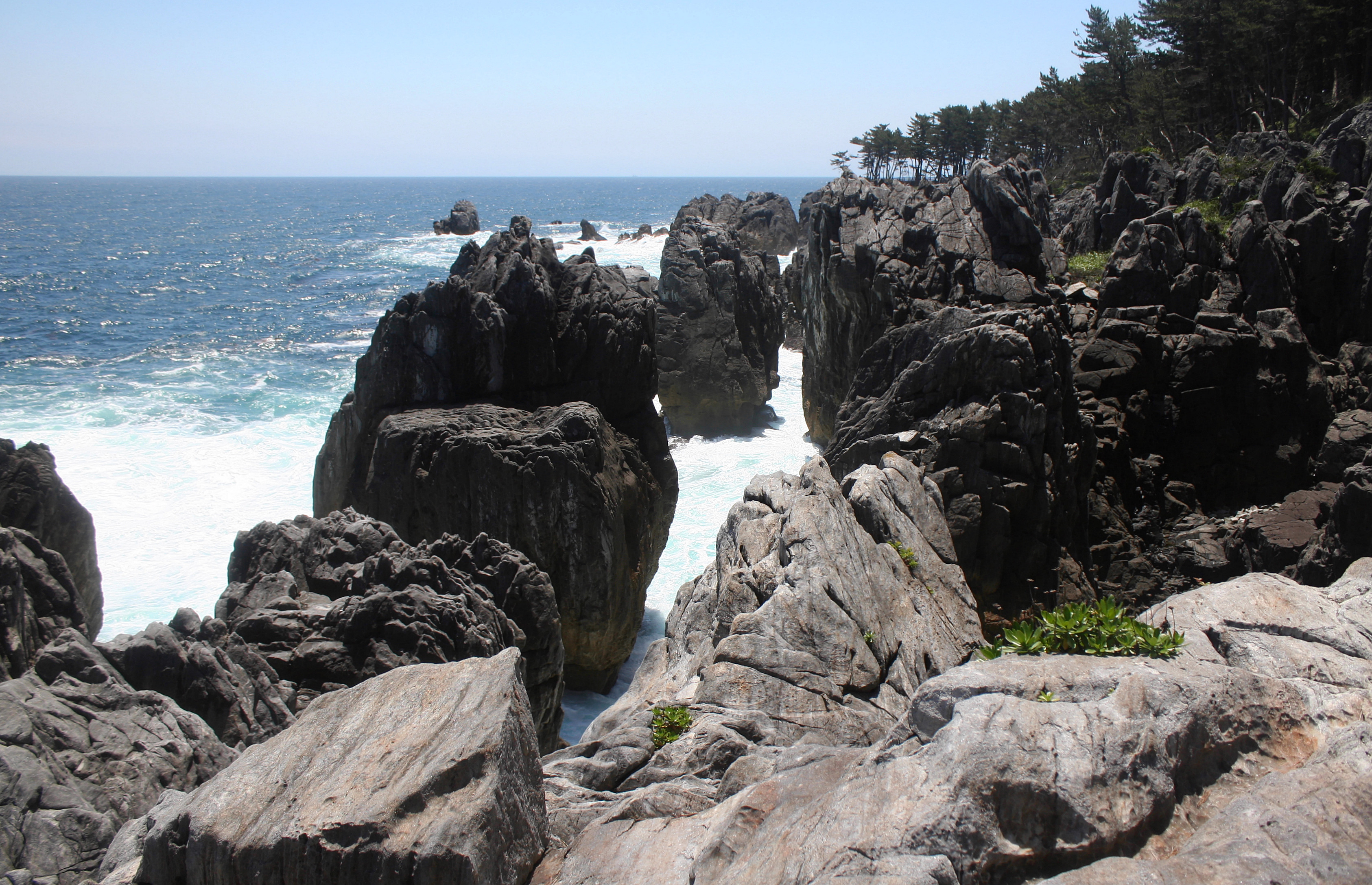
半造

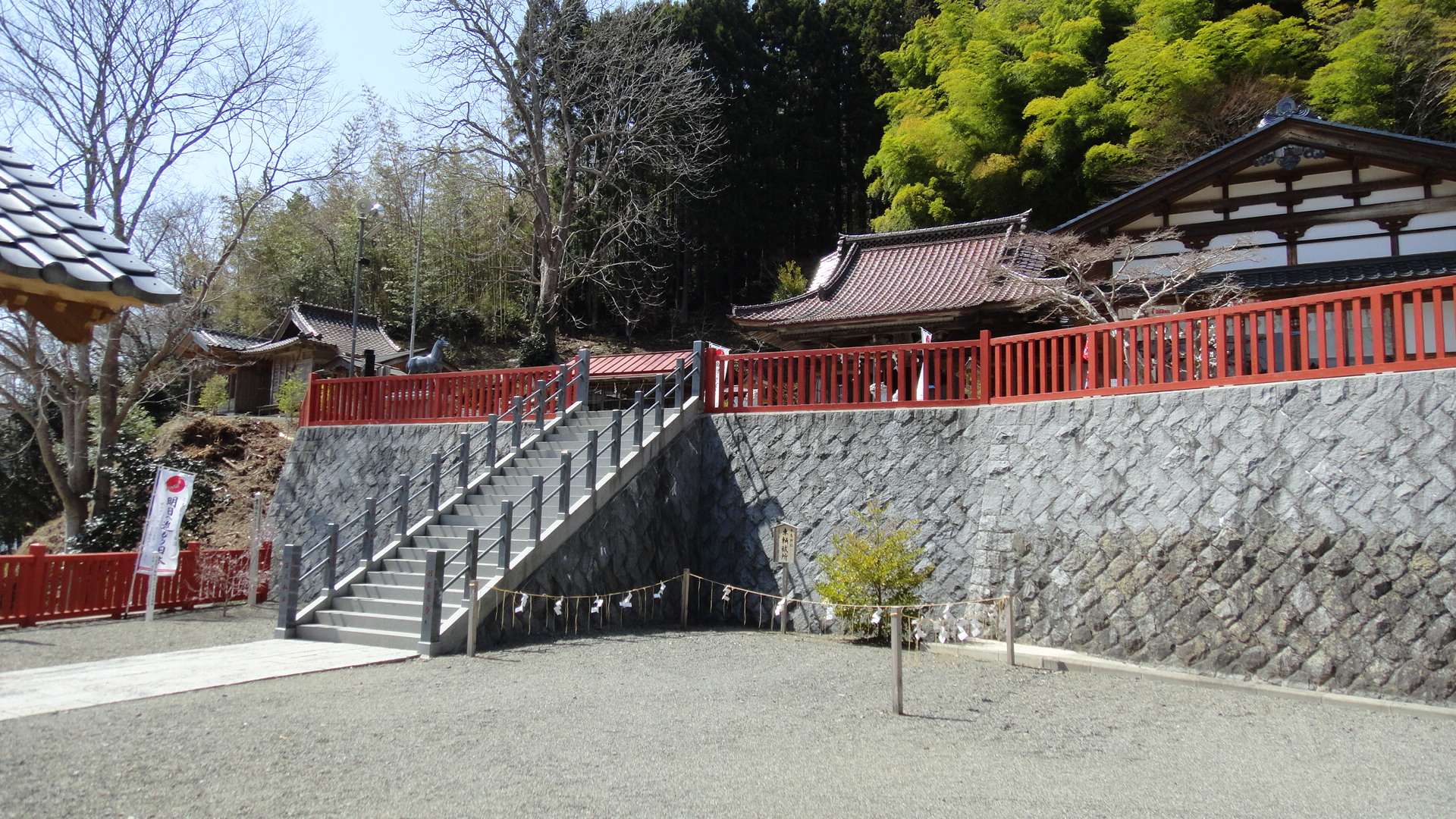
早馬神社

唐桑半島（からくわはんとう）は、宮城県の北東端にある半島である。行政区域としては気仙沼市に当たり、三陸復興国立公園の一部でもある。半島の北東には広田湾が、西側には気仙沼湾の支湾が広がっている。半島の北側には早馬山があり、半島の南端の岬は御崎である。海岸線の地形は典型的なリアス式海岸であり、半島の東側には巨釜や半造といった特徴的な地形がある。